# Catasticta sella
Catasticta sella är en fjärilsart som beskrevs av Ulf Eitschberger och Racheli 1998. Catasticta sella ingår i släktet Catasticta och familjen vitfjärilar. Inga underarter finns listade i Catalogue of Life.